# Bathythrix triangularis
Bathythrix triangularis là một loài tò vò trong họ Ichneumonidae.